# Notranje uho
Notranje uho (lat. auris interna) predstavlja koščeni in membranozni labirint s čutnicami za sluh in ravnotežje in je pri sesalcih najbolj notranji del ušesa. Koščeni labirint predstavlja votlino v senčnici s sistemom kanalov, ki sestavljajo dve poglavitni funkcijski enoti:
- koščeni polž, v katerem je kohlearni duktus, obdan s perilimfo[4] in katerega glavna naloga je omogočanje sluha. Mehanske zvočne vzorce, ki se prenesejo iz zunanjega ušesa, namreč pretvarja v elektrokemične impulze, ki se nato preko slušnega živca prenesejo v možgane;
- vestibularni organ, ki je odgovoren za ravnotežje.

## Zgradba
Notranje uho lahko razdelimo glede na plasti ali glede na regije.

### Koščeni in membranski labirint
Koščeni labirint je skupek kanalov s koščenimi stenami, ki jih obdaja pokostnica. Znotraj koščenega labirinta poteka membranski labirint in med njima se nahaja plast perilimfe. Koščeni labirint sestoji iz treh delov: preddvora (vestibuluma), treh polkrožnih kanalov in koščenega polža.

### Vestibularni organ in koščeni polž
V srednjem ušesu se energija v obliki zračnih vibracij na treh slušnih koščicah prenese v mehanične vibracije. Zračne vibracije (spremembe zračnega pritiska, ki jih ustvarja zvok) se preko bobniča prenesejo v obliki mehanične vibracije najprej na kladivce, ki predstavlja prvo od treh majhnih slušnih koščic. Mehanične vibracije se nato prenesejo še na stremence in nakovalce, plošča stremenca pa naposled udari ob ovalno okence, ki predstavlja začetek notranjega ušesa. Ko plošča stremenca udari ob ovalno okence, zaniha perilimfa, tekočina v notranjem ušesu. Ovalno okence ima površino le okoli 1/18 površine bobniča, zato se tlak ob udarcu na ovalno okence znatno poveča. Po koščenem polžu ti mehanični signali potujejo v obliki valov v perilimfi in po membranah ter se nato pretvorijo v živčne impulze, ki dosežejo možgane.
Vestibularni organ je predel notranjega ušesa, kjer se v bližini koščenega polža stekajo polkrožni kanali. Pomemben je za ohranjanje ravnotežja, zaznavo gibanja ter sodelovanju z vidom omogoča, da ob premikanju glave ostajajo predmeti stabilni v vidnem polju. Za ravnotežje so pomembni sicer tudi receptorji v sklepih in mišicah. Možgani prejemajo informacije iz vseh omenjenih čutil, jih razbirajo in predelajo ter ustvarjajo občutek ravnotežja.
Vestibularni organ za zaznavanje ravnotežja izkorišča isto vrsto tekočin in čutilnic celic (dlačnic) kot koščeni polž za zaznavanje zvoka. V možgane pošilja informacije o položaju, vrtenju in vodoravnem premikanju glave. Različne dlačnice zaznavajo različne vrste gibanja oziroma so odgovorne za različne informacije o položaju telesa, glede na njihovo povezanost z drugimi mehaničnimi strukturami, kot so zaviti predeli polkrožnih kanalov in kristali kalcijevega karbonata (otoliti) v ušesni vrečici (sakulusu) in ušesnem mešičku (utrikulusa).

### Razvoj
Človekovo notranje uho se razvije v četrtem tednu zarodkovega razvoja iz ušesne plakode, parne zadebeline površinskega ektoderma, iz katere vzniknejo bipolarni nevroni kohlearnih in vestibularnih ganglijev.  Zaradi rasti glave se ušesna plakoda pomakne navzdol v višino drugega žrelnega loka. Vsaka od ušesnih plakod se kmalu ugrezne v spodaj ležeče embrionalno tkivo in oblikuje ušesno jamico. Robovi ušesne jamice se približajo ter tvorijo ušesni mehurček (otocisto), ki je zametek membranskega labirinta. Ušesni mehurček nato izgubi stik s površinskim ektodermom.
Iz ušesnega mešička nastanejo sestavni deli ušesne vrečice in ušesnega mešička membranskega labirinta. Nastane tudi čutna vrhnjica v obliki peg v steni vrečice (macula sacculi) in mešička (macula utriculi), ki vsebuje dlačnice in oporne celice, ki zaznavajo premike z linearnim pospeškom in silo težnosti. Čutnice v ušesnem mešičku zaznavajo tudi, kot endolimfatična vrečica in endolimfatičen vod, nelinearne pospeške. 
V začetku petega tedna zarodkovega razvoja se iz ušesnega mešička razvijeta še polžev vod, ki vsebuje spiralni (Cortijev) organ in endolimfo.